# Hiver du Mécontentement
Pour les articles homonymes, voir L'Hiver du mécontentement.
L’hiver du Mécontentement (winter of discontent) désigne la période hivernale de 1978-1979 au Royaume-Uni, pendant laquelle le pays a connu de grandes grèves et un important désordre. Le gouvernement travailliste de James Callaghan a dû y faire face péniblement alors même que sa ligne politique était de représenter les syndicats devant le parlement.
La grève résulta de la tentative travailliste de mettre en place un plafond de 5 % à l'augmentation des salaires pour lutter contre la forte inflation. Cette règle fut d'abord appliquée dans l'industrie privée puis dans le secteur public. Les grèves causèrent de nombreux problèmes tels que la pénurie de nourriture, des coupures d'électricité larges et fréquentes.
Bien que les grèves fussent en grande partie finies en février 1979, l'incapacité du gouvernement à contenir les grèves aida le Parti conservateur de Margaret Thatcher à remporter les élections générales de 1979 et mettre en place une législation pour affaiblir les syndicats.
Les grèves des employés du secteur public comprirent une grève non officielle des fossoyeurs, travaillant à Liverpool et celle des éboueurs. De plus, des employés du NHS, service public de la santé, formaient des piquets de grève devant les hôpitaux.
L'expression « hiver du mécontentement » provient de la pièce Richard III de William Shakespeare et fut popularisée par un éditorial du journal The Sun.

## Traduction
La formule originale de la pièce Richard III de Shakespeare est "the winter of our discontent". Elle a été traduite diversement, par exemple par "l'hiver de nos disgrâces" par François Guizot, puis par "l'hiver de notre déplaisir" par François-Victor Hugo. Le Larousse contemporain traduit "discontent" par "mécontentement".

## Contexte
Les gouvernements travaillistes de Harold Wilson et James Callaghan combattaient depuis de nombreuses années l'inflation, qui avait atteint un sommet à 26,9 % par an en août 1975, mais voulaient éviter une forte hausse du chômage. En cherchant à diminuer l'inflation, le gouvernement s'était accordé sur un « contrat social » avec le Trades Union Congress (TUC), qui fédère les syndicats britanniques, le contrat social prévoyait une politique des revenus volontaire selon laquelle les hausses de salaire des travailleurs étaient limitées à des plafonds fixés par le gouvernement. De précédents gouvernements avaient institué de telles politiques de revenus par la législation mais le gouvernement promettait qu'avec le contrat social ce ne serait plus le cas.

### Phases I et II
La phase I de la politique de paiements est annoncée le 11 juillet 1975 par un livre blanc intitulé « L'attaque contre l'inflation » (The Attack on Inflation). Il propose un plafond des hausses de salaire à £6 par semaine pour tous ceux qui gagnent moins de £8 500 par an. Le conseil général du TUC avait accepté ces propositions par 19 votes à 13. Le 5 mai 1976 le TUC accepte une nouvelle doctrine d'augmentations de salaire pour les négociations pendant un an à partir du 1er août qui place les objectifs d'augmentation entre £2,50 et £4 par semaine ; le congrès annuel du 8 septembre cette année rejette une motion appelant à revenir à la libre négociation collective (ce qui aurait mis fin aux politiques de salaires) une fois que l'accord aurait expiré le 1er août 1977. Cette proposition devint la phase II de la politique de paiements.

### Phase III
Le 15 juillet 1977 le Chancelier de l'Échiquier Denis Healey annonce la phase III de la politique des revenus selon laquelle il devrait y avoir un retour progressif vers la libre négociation collective. Après des négociations prolongées, le TUC accepta de continuer avec les augmentations recommandées pour cette année sous la phase II et ne pas essayer de rouvrir des accords conclus sous l'ancienne politique, pendant que le gouvernement promettait de ne pas intervenir dans les négociations sur les salaires. Le Parti conservateur critiqua l'absence de politique plus forte. Le taux d'inflation tomba continuellement pendant 1977, et en 1978 le taux annuel passa sous les 10 %.

### La limite des 5%
Bien qu'ayant annoncé la fin des politiques de revenu, le 21 juillet 1978 Denis Healey introduit un nouveau livre blanc qui fixe une recommandation d'augmentation de salaires à 5 % pour l'année à partir du 1er août. Le conseil du TUC vota le 26 juillet à une large majorité contre cette limite et insista pour revenir à la libre négociation collective. De façon inattendue, le 7 septembre, le premier ministre James Callaghan annonça qu'il n'appellerait pas d'élections générales cet automne, mais qu'il chercherait à restreindre les salaires pendant l'hiver de sorte que l'économie serait dans un meilleur état en préparation de l'élection de printemps. Le plafond de paie fut officiellement nommé 'Phase IV' même si on parlait plus de « the 5% limit » (« la limite des 5 % »). Bien que le gouvernement ne fit pas de cette limite à 5 % un impératif légal, il décida d'imposer des sanctions contre ses partenaires contractuels qui passaient outre celle-ci.

## Les négociations chez Ford
Bien qu'il ne s'agissait pas d'une ligne officielle, la hausse des salaires fixée par Ford Motors servit dans l'industrie privée d'étalon pour les négociations. Ford avait bénéficié d'une bonne année et pouvait offrir de larges augmentations, mais était un partenaire contractuel du gouvernement important. La direction de Ford fit alors une offre dans la limite de la recommandation de 5 % ; 15 000 ouvriers de Ford, principalement de la Transport and General Worker's Union commencèrent une grève non officielle à partir du 22 septembre, et le TGWU la rendit officielle le 5 octobre (le nombre de participants monta à 57 000). Pendant la grève, les employés de Vauxhall Motors acceptèrent une hausse de 8,5 %. Après de longues négociations pendant lesquelles sont évaluées les chances de subir des sanctions gouvernementales contre celles de subir les pertes dues à la grève, Ford révise finalement son offre qu'elle monte à 17 %, acceptant le risque de sanctions; les ouvriers de Ford acceptent l'augmentation le 22 novembre.

## Difficultés politiques
Alors que la grève de Ford commençait, la conférence du Parti travailliste se réunissait à Blackpool. Terry Duffy, Président de Amalgamated Union of Engineering Workers (présent comme délégué de Liverpool Wavertree Constituency Labour Party) fit discuter une motion le 2 octobre qui demande au gouvernement de cesser immédiatement d'intervenir dans les négociations salariales. Bien que Duffy était connu pour être un dirigeant syndicaliste relativement à droite, il était furieusement opposé à la doctrine des 5 %, qualifiant celle-ci de « suicide politique », « malade » et « ridicule ». Malgré la prière de Michael Foot de ne pas porter la motion aux voix, la résolution est votée par 4 017 000 voix contre 1 924 000. Le jour suivant, le premier ministre reconnait la défaite en disant « je pense qu'il y a eu une leçon de démocratie hier » (« I think it was a lesson in democracy yesterday »), mais il insista sur le fait qu'il continuerait à combattre l'inflation.
Pendant ce temps, la position du gouvernement dans la Chambre des communes se dégradait. Il avait perdu sa majorité en 1976 et avait été forcé de conclure un pacte d'alliance avec le Parti Libéral en 1977 pour continuer à remporter les votes, mais ce pacte s'était écroulé en juillet 1978. La promesse d'accorder des sièges parlementaires supplémentaires à l'Irlande du Nord permit un support temporaire du Parti unioniste d'Ulster, mais les Unionistes dirent clairement qu'ils arrêteraient leur soutien aussitôt que le Bill accordant les sièges supplémentaires serait voté. L'abstention de ce parti permit au gouvernement de remporter une motion de censure par 312 voix contre 300 le 9 novembre.

### Davantage de négociations au TUC
À la mi-novembre il était clair que Ford allait offrir une augmentation substantielle au-dessus des 5 % et le gouvernement entama des négociations intenses avec le TUC, espérant obtenir un accord sur sa politique des salaires qui préviendrait les disputes et montrerait une unité politique à l'approche des élections générales. Une formule faible et limitée fut finalement forgée et portée au TUC le 14 novembre, mais le conseil général vota à 14-14 sur l'adoption ce qui permit au président, doté de la voix décisive, de la rejeter.
Après l'accord chez Ford mis en place, le gouvernement ne perdit pas de temps et le 28 novembre annonça des sanctions contre Ford et 220 autres entreprises, pour rupture de la politique des salaires. L'annonce de réelles sanctions produisit une protestation immédiate de la part de la Confederation of British Industry qui annonça qu'elle contesterait leur légalité. Les Conservateurs déposèrent une motion à la Chambre des communes pour révoquer les sanctions. Une protestation coordonnée entre membres de l'aile gauche de parlementaires du Parti travailliste à propos des dépenses de défense force à repousser le débat du 7 décembre, ayant lieu malgré tout le 13 décembre, un amendement contre les sanctions est voté par 285 voix contre 279. Amendée elle est revotée par 285 voix contre 283. James Callaghan remporte le lendemain une motion de censure par 10 voix d'écart (300 à 290), mais reconnait qu'il ne peut appliquer de sanctions. De fait le gouvernement est privé du pouvoir d'appliquer la limite des 5 % à l'industrie privée.

## Les camionneurs
Le gouvernement se trouvant sans moyen effectif pour mettre en œuvre la politique des salaires, les syndicats qui n'avaient pas encore émis de revendications salariales commencèrent à augmenter leurs objectifs. Les premiers à recourir à des actions extrêmes sont les camionneurs (lorry drivers), membres du TGWU. De nombreux camionneurs transportaient du carburant, et les conducteurs travaillant pour BP et Esso commencèrent à rejeter toute heure supplémentaire en revendiquant des augmentations jusqu'à 40 % le 18 décembre. Les fournitures de carburant étant altérées, le Cabinet Office prépare l'Operation Drumstick, par laquelle l'Armée se prépare à effectuer l'approvisionnement. Cependant, l'opération nécessite la déclaration de l'État d'urgence de façon à permettre la saisie des biens des compagnies pétrolières, et le gouvernement recule. Avant que la situation ne dégénère en crise, les compagnies pétrolières accordent des hausses de 15 %.
À partir du 3 janvier 1979, une grève non officielle de tous les camionneurs du TGWU commence. Les livraisons de pétrole étant suspendues, les stations-service ferment dans tout le pays. Des piquets de grève se forment devant les principaux ports. Les grèves sont rendues officielles le 11 janvier par le TGWU et le 12 janvier par United Road Transport Union. Avec 80 % des biens nationaux transportés par la route, des approvisionnements essentiels sont mis en danger, des conducteurs grévistes formant des piquets contre les entreprises qui poursuivent le travail. Alors que les conducteurs de tankers pétroliers poursuivaient le travail, les principales raffineries étaient aussi visées et les conducteurs de tankers faisaient savoir aux grévistes leurs destinations, permettant des piquets de grève volants. Plus de 1 000 000 de travailleurs sont mis à pied temporairement.
Un nouveau plan est conçu pour protéger les approvisionnements essentiels au moyen de l'Armée et l'invocation de l'état d'urgence. Le gouvernement prévient les dirigeants du TGWU, qui acceptent le 12 janvier une liste d'approvisionnements d'urgence officiellement écartés des actions de grève. En pratique, ce qui était considéré comme urgent était laissé à la discrétion des officiels locaux du TGWU, et les pratiques variaient selon les délégués syndicaux locaux et les « comités de dispense » (Dispensation committees) qu'ils mettaient en place pour décider. Quand les grévistes de Kingston-upon-Hull ne permirent pas la fourniture correcte de nourriture pour les animaux des fermes locales, les fermiers jetèrent les cadavres des pourceaux et poulets morts devant les bureaux des syndicats ; les syndicats affirmèrent que les fermiers avaient tué eux-mêmes ces animaux.
Le 29 janvier, les camionneurs du sud-ouest acceptent un accord mis au point par des arbitres prévoyant des augmentations de 20 %, seulement £1 par semaine de moins que ce que les syndicats avaient réclamé ; cet accord servit de modèle dans tout le pays.

## «Crisis? What crisis?»
Le 10 janvier, James Callaghan revient d'un sommet en Guadeloupe en pleine grève des camionneurs. Informé de la présence de la presse, son attaché de presse Tom McCaffrey lui conseille de ne rien dire et de retourner immédiatement au travail ; mais son conseiller politique Tom McNally pensait que l'image de Callaghan de retour et déclarant son intention de prendre contrôle de la situation rassurerait. Callaghan décide alors de donner une conférence de presse à l'aéroport de Londres-Heathrow. À la consternation de McNally, Callaghan apparaît joyeux et fait référence à la nage qu'il a pratiquée aux Caraïbes pendant le sommet. Il lui est demandé (par un reporter du Evening Standard) : « Quelle est votre approche générale, au regard du chaos croissant dans le pays en ce moment ? » (« What is your general approach, in view of the mounting chaos in the country at the moment? »), à quoi il répond :
« Eh bien, c'est un jugement que vous êtes en train de faire. Je vous jure que si vous y regardez de l'extérieur - et peut-être que vous-même adoptez un point de vue local en ce moment - je ne pense pas que le reste du monde partagerait l'opinion selon laquelle il existe un chaos croissant. » (« Well, that's a judgment that you are making. I promise you that if you look at it from outside, and perhaps you're taking rather a parochial view at the moment, I don't think that other people in the world would share the view that there is mounting chaos. »)
L'édition de The Sun du lendemain titra fameusement « Crisis? What crisis? » (« Une Crise ? Mais quelle Crise ? ») avec en sous-titre : « Rail, lorry, jobs chaos; and Jim blames press », traduisible par : « Grève des cheminots et des routiers, chômage, et James (Callaghan) accuse la presse ».

## Les employés du secteur public
Voyant de nombreuses revendications satisfaites dans le secteur privé, les syndicats du secteur public veulent obtenir des augmentations, en particulier pour les bas salaires. Le gouvernement avait déjà annoncé un petit affaiblissement de sa doctrine le 16 janvier, ce qui donne espoir de victoire aux syndicats. Les conducteurs de train de l'ASLEF et le National Union of Railwaymen avaient déjà entamé une série de grèves de 24 heures et la conférence du Royal College of Nursing le 18 janvier décide de demander une hausse de salaire des infirmières d'un niveau comparable à 1974, soit dans les 25 %. Le 22 janvier, les syndicats du secteur public mènent une « journée d'action » pendant laquelle ils tiennent une grève de 24 heures et marchent pour demander £60 par semaine de salaire minimum. Un tel mouvement n'avait pas eu lieu depuis la grève générale de 1926 ; de nombreux travailleurs ne reprennent pas le travail.
Avec la succession de grèves appelées puis gagnées, de nombreux groupes de travailleurs commencent des actions non officielles, souvent sans le consentement ou le soutien des dirigeants syndicaux. Les conducteurs d'ambulance entament des actions de grève à la mi-janvier, et dans certaines parties du pays (Londres, West Midlands, Cardiff, Glasgow et l'ouest de l'Écosse) leur action comprend le refus d'assurer les appels d'urgence. Dans ces zones, l'armée est invoquée pour assurer un service minimum. Du personnel contractuel hospitalier se met aussi en grève. Le 30 janvier, le secrétaire d'État pour les services sociaux David Ennals annonce que 1 100 des 2 300 hôpitaux du National Health Service ne traitent que les urgences, que pratiquement aucun service d'ambulance ne fonctionne normalement et que les contractuels des services de santé décident quels cas méritent traitement.

### Enterrer les morts
L'action la plus connue de l'hiver fut la grève non officielle des fossoyeurs membres du GMWU, travaillant à Liverpool et Tameside. Alors que les cercueils s'empilaient, le conseil de Liverpool City recruta une usine à Speke pour les conserver. Le 1er février, un journaliste demanda au Medical Officer of Health pour Liverpool, le Dr Duncan Dolton, ce qui serait fait si la grève devait durer des mois, Dolton spécula qu'on pourrait envisager d'utiliser la mer. Même si sa réponse était une hypothèse, elle provoqua l'alarme. Les fossoyeurs obtiennent finalement 14 % d'augmentation.

### Éboueurs
De nombreux éboueurs étant en grève depuis le 22 janvier, les autorités locales commencent à manquer d'espace pour stocker les déchets et utilisent des parcs locaux sous leur contrôle. Le Conseil de la Cité de Westminster se sert de Leicester Square au cœur du west end de Londres pour empiler les ordures, et comme le rapporte le Evening Standard, ceci attire des rats.
Le 21 février, un accord augmente les travailleurs de 11 %, plus £1 par semaine, avec option sur d'autres augmentations si une étude comparant les salaires le recommande. Des autorités locales de gauche, dont London Borough of Camden, cèdent à toutes les revendications des syndicats. Cette attitude, connue comme le « Camden surplus », conduit à une enquête du District Auditor qui juge que la loyauté est rompue et que ces décisions locales sont illégales. Les conseillers municipaux de Camden Borough dont Ken Livingstone évitèrent d'avoir à payer la sanction de « surcharge » pour leurs décisions illégales (la surcharge les aurait forcés à assumer personnellement les dépenses illégales). Livingstone dirigeait alors le conseil du Grand Londres.

## Le FMI
Avant l'hiver du Mécontentement, le gouvernement Callaghan avait été forcé en 1976 de contracter un emprunt auprès du Fonds monétaire international, à la suite de la baisse de 12 % de la valeur de la livre. Cet engagement fut perçu comme un moment clé dans le déclin de l'économie d'après-guerre et prépara la voie à la victoire de Margaret Thatcher aux législatives de 1979.

## Développements politiques
Les grèves au sein de services essentiels stupéfièrent de nombreux ministres de premier plan qui avaient été proches du mouvement syndicaliste et qui n'imaginaient pas de telles actions des syndicats. Parmi eux se trouvait le premier ministre James Callaghan lui-même, qui avait construit sa carrière politique sur sa connexion avec les syndicats et avait pratiquement lui-même fondé un syndicat (le Inland Revenue Staff Federation). En 1969, Callaghan avait dirigé une révolte du cabinet, conduisant à l'abandon d'une proposition de réforme du droit syndical exposée dans le livre blanc In Place of Strife ; si cette réforme était entrée en vigueur, la plupart des actions entreprises pendant l'hiver du Mécontentement auraient été illégales.
Le gouvernement continue à négocier avec les chefs syndicaux et arrive à un accord le 11 février sur une proposition qui doit être présentée au conseil général du TUC. Le conseil général approuve le 14 février le concordat, publié sous le titre The Economy, the Government, and Trade Union Responsibilities (la presse fit remarquer la coïncidence avec la Saint-Valentin). À ce stade, le contrôle exercé par les dirigeants syndicaux sur les membres était limité, et les grèves ne cessent pas immédiatement, même si elles commencent à fondre. Au total, en 1979, 29 474 000 jours de travail auront été perdus, contre 9 300 000 en 1978.

### Attitude des conservateurs
Une partie des conservateurs souhaite soutenir la politique du gouvernement. Edward Heath, ancien Premier ministre et chef du Parti conservateur appelle à ne pas se réjouir de la faillite de la politique du plafond des 5 % dans des déclarations attaquant de façon voilée la position de la chef du parti, Margaret Thatcher.
Celle-ci, si elle critique les grèves, dénonce parallèlement la politique du gouvernement et en particulier toute politique des salaires. Influencée par les économistes néolibéraux comme Milton Friedman et par l'école autrichienne d'économie dont notamment Friedrich Hayek, elle attribue l'inflation non pas à la hausse des salaires mais à la diffusion excessive de monnaie par le gouvernement. Contre les cadres les plus centristes de son parti comme Jim Prior, elle appelle à la fin de l'ingérence gouvernementale dans les négociations entre salariés et patrons et au retour des libres négociations collectives. Elle réclame l'abolition du plafond des hausses de salaires et la cessation des politiques de contrôle des prix.
L'hiver du Mécontentement va permettre à Thatcher de prendre le dessus sur les conservateurs les plus timorés et ouvrir la voie à sa victoire puis à sa réforme de la législation sur les syndicats. À partir de ces événements, elle cherche à toucher le public syndical, expliquant que la hausse du niveau de vie n'est possible qu'avec une hausse de la productivité, productivité empêchée par les politiques travaillistes et la législation et les pratiques syndicales.

## Impact politique
Il semble que les grèves eurent un important impact sur les intentions de vote. Selon Gallup, le Labour menait de 5 % contre les conservateurs en novembre 1978, ce qui se retourna en une avance des conservateurs de 7,5 % en janvier 1979, et de 20 % en février. Le 1er mars, des référendums furent tenus sur la dévolution de l'Écosse et du pays de Galles. Si le second fut fortement rejeté, celui pour l'Écosse recueillit une petite majorité sans pour autant atteindre le palier fixé par le Parlement de 40 % de l'électorat. La décision du gouvernement de ne pas pousser la dévolution conduisit le Parti national écossais à retirer son soutien au gouvernement et à l'occasion d'une motion de censure le 28 mars, le gouvernement perdit par une voix, précipitant les élections générales de 1979.
La dirigeante du Parti conservateur, Margaret Thatcher, avait déjà exposé ses propositions pour restreindre le pouvoir des syndicats dans une émission radio du 17 janvier en pleine grève des camionneurs. Pendant la campagne pour les élections, le Parti conservateur se servit de façon étendue des perturbations causées pendant les grèves. Une émission du 23 avril commença en montrant le titre du Sun « Crisis? What Crisis? » qui était lu de façon de plus en plus désespérée à mesure qu'étaient diffusées des images montrant les montagnes d'ordure, les usines fermées, les piquets devant les hôpitaux et les cimetières fermés à clé. L'étendue de la victoire des conservateurs - la plus importante de l'après-guerre - a souvent été attribuée à l'effet des grèves et le parti utilisa des films des événements de cet hiver pendant les différentes élections des années à venir.

## Origine de l'expression
Issue de la célèbre pièce de Shakespeare, Richard III, l'expression « hiver du mécontentement » dans un contexte de relations industrielles a d'abord été employée par Robin Chater (futur secrétaire général de la Federation of European Employers) qui a titré ainsi le Incomes Data Report de 1977.
Sa première apparition dans un journal était dans le London Evening Standard fin 1978 par Chris Stevens pour un reportage politique de Robert Carvel.